# Anthony Dod Mantle

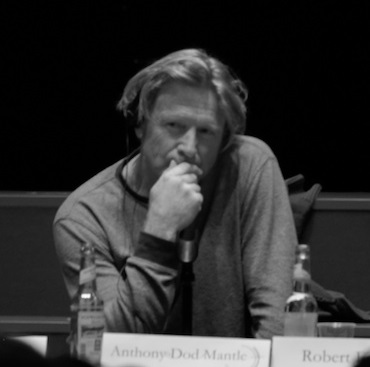
Anthony Dod Mantle (links) bei den Marburger Kameragesprächen 2011

Anthony Dod Mantle (* 14. April 1955 in Oxford) ist ein britischer Kameramann. Für seine Arbeit an Danny Boyles Film Slumdog Millionär wurde er 2009 unter anderem mit dem Oscar für die beste Kamera ausgezeichnet.

## Leben
Der geborene Halbschotte Dod Mantle ist Sohn eines Wissenschaftlers und einer Malerin und wuchs in Oxford auf. Nachdem er das College beendet hatte, lebte er zunächst in Frankreich. 1979 reiste er nach Dänemark, wo er sein Interesse für die Fotografie entdeckte. Es folgte ein Aufenthalt in Indien. 1980 begann er am London College of Printing ein Master-Studium der Fotografie. 1983 zog er nach Kopenhagen, wo er von 1985 bis 1989 an der Dänischen Filmhochschule studierte. Hier führte er Kamera in Kurzfilmen, Musikvideos und Werbespots. Sein erster Kinofilm war 1992 die deutsche Produktion Die Terroristen.
1998 war er Kameramann beim ersten Dogma-95-Film Das Fest, danach drehte er noch zwei weitere Filme nach den Dogma-Kriterien. Mit den Dogma-Initiatoren Thomas Vinterberg und Lars von Trier arbeitete er auch weiterhin zusammen, beispielsweise war er Kameramann bei den Tanzsequenzen in Dancer in the Dark. Seit 2001 arbeitet er ebenfalls regelmäßig mit dem britischen Regisseur Danny Boyle. 2003 erhielt er für Lars von Triers Dogville den Europäischen Filmpreis. Für Der letzte König von Schottland wurde er 2006 mit dem British Independent Film Award ausgezeichnet.
Bereits seine Dogma-Filme Das Fest und Julien Donkey-Boy und seine ersten Arbeiten mit Danny Boyle (zwei BBC-Filme und 28 Days Later) hatte Dod Mantle auf Mini-DV gedreht. Seit Dogville (2003) arbeitet er verstärkt sowohl mit HD-Technik als auch mit Mischformen aus analoger und digitaler Aufnahme. Gemeinsam mit Christopher Doyle und anderen innovativen DV/HD-Kameraleuten hält er gelegentlich Vorträge in diesem Bereich.
Für den größtenteils mit der flexiblen digitalen Kinokamera SI-2K von P+S Technik/Silicon Imaging gefilmten Slumdog Millionaire von Danny Boyle gewann Dod Mantle schließlich 2009 den British Academy Film Award und den Oscar für die beste Kameraarbeit. Dabei wurde ein von der Firma Pille Filmgeräteverleih und Stefan Ciupek entwickeltes Rucksacksystem verwendet, welches es ermöglichte, schnell und ohne größere Vorkehrungen in Mumbais Slumviertel Dharavi zu filmen.
2009 erhielt er für Slumdog Millionaire und Lars von Triers Antichrist den Europäischen Filmpreis. 2011 wurde er für sein Gesamtwerk mit dem 11. Marburger Kamerapreis ausgezeichnet.
Nach einigen Arbeiten mit der Red One (die BBC-Fernsehserie Wallander, Antichrist, Dredd) verwendet Dod Mantle seit 2011 die digitalen Kameras von ARRI (Alexa XT und Alexa 65).
Er ist Mitglied der British, der American und der Danish Society of Cinematographers (BSC, ASC, DFF).

## Filmografie (Auswahl)
- 1989: Manden indeni (Regie: Jens Loftager)
- 1990: Tale uden ord – en film om det ordløse menneske/Speechless (Regie: Poul Runde)
- 1990: Die Geburtstagsreise (Kaj's fødselsdag, Regie: Lone Scherfig) – Assistenz
- 1992: Die Terroristen (Regie: Philip Gröning)
- 1993: Natskygger (auch Regie und Drehbuch mit Poul Runde)
- 1994: Ord (Regie: Jens Loftager)
- 1994: Den usynlige kunst (Regie: Cæcilia Holbek Trier)
- 1995: Velo negro (Regie: Arjanne Laan)
- 1995: Menneskedyret (Regie: Carsten Rudolf)
- 1995: Operation Cobra (Regie: Lasse Spang Olsen)
- 1996: Zwei Helden (De største helte, Regie: Thomas Vinterberg)
- 1996: Fredens port (Regie: Thomas Stenderup)
- 1997: Sweethearts (Ska’ vi være kærester?, Regie: Birger Larsen)
- 1997: Tranceformer (Regie: Stig Björkman)
- 1997: Nonnebørn (Regie: Cæcilia Holbek Trier)
- 1997: Det store flip (Regie: Niels Gråbøl)
- 1998: Das Fest (Festen / Dogme # 1, Regie: Thomas Vinterberg)
- 1999: Mifune – Dogma III (Mifunes sidste sang / Dogme # 3, Regie: Søren Kragh-Jacobsen)
- 1999: Bornholms stemme (Regie: Lotte Svendsen)
- 1999: julien donkey-boy / Dogme # 6 (Regie: Harmony Korine)
- 2000: D-dag (Fernsehfilm, Regie: Søren Kragh-Jacobsen, Kristian Levring, Thomas Vinterberg, Lars von Trier)
- 2000: Jokes: Easter (Regie: Gus Van Sant)
- 2001: Strumpet (Fernsehfilm, Regie: Danny Boyle)
- 2001: Vacuuming Completely Nude in Paradise (Fernsehfilm, Regie: Danny Boyle)
- 2002: 28 Days Later (Regie: Danny Boyle)
- 2003: It’s All About Love (Regie: Thomas Vinterberg)
- 2003: Dogville (Regie: Lars von Trier)
- 2004: Millions (Regie: Danny Boyle)
- 2005: Die große Stille (Regie: Philip Gröning) – Co-2nd Unit
- 2005: Dear Wendy (Regie: Thomas Vinterberg)
- 2005: Manderlay (Regie: Lars von Trier)
- 2005: Brothers of the Head (Regie: Keith Fulton, Louis Pepe)
- 2006: Der letzte König von Schottland (The Last King of Scotland, Regie: Kevin Macdonald)
- 2007: Hjemve (Regie: Lone Scherfig)
- 2007: Occupations (Regie: Lars von Trier)
- 2007: En mand kommer hjem (Regie: Thomas Vinterberg)
- 2008: Trip to Asia (Regie: Thomas Grube)
- 2008: Sveitabrúðkaup (Regie: Valdís Óskarsdóttir)
- 2008: Slumdog Millionär (Slumdog Millionaire, Regie: Danny Boyle)
- 2008: Wallander (Regie: Philip Martin)
- 2009: Antichrist (Regie: Lars von Trier)
- 2010: 127 Hours (Regie: Danny Boyle) – mit Enrique Chediak
- 2011: Der Adler der neunten Legion (The Eagle, Regie: Kevin Macdonald)
- 2012: Dredd (Regie: Pete Travis)
- 2013: Trance – Gefährliche Erinnerung (Trance, Regie: Danny Boyle)
- 2013: Rush – Alles für den Sieg (Rush, Regie: Ron Howard)
- 2015: Im Herzen der See (In the Heart of the Sea, Regie: Ron Howard)
- 2016: Verräter wie wir (Our Kind of Traitor, Regie: Susanna White)
- 2016: Snowden (Regie: Oliver Stone)
- 2017: T2 Trainspotting (Regie: Danny Boyle)
- 2017: Der weite Weg der Hoffnung (First They Killed My Father: A Daughter of Cambodia Remembers)
- 2018: Kursk
- 2019: Marie Curie – Elemente des Lebens (Radioactive)
- 2022: Pistol (Fernsehserie, 6 Folgen)
- 2025: 28 Years Later